# Финансовый кризис в Республике Кипр (2012—2013)

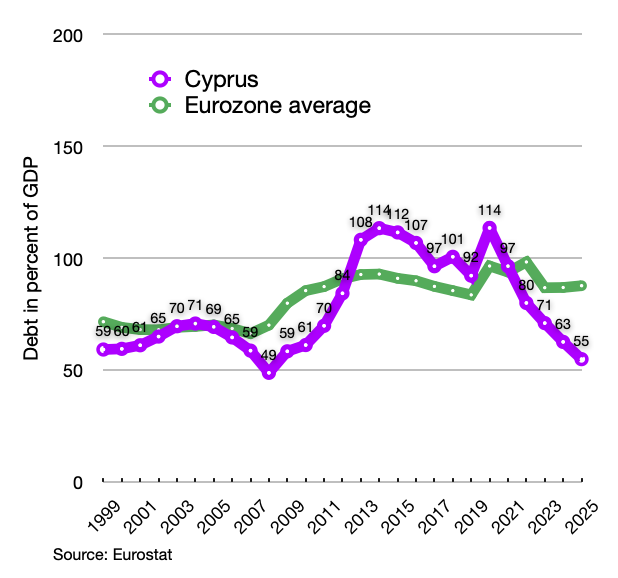
Долг Республики Кипр по сравнению со средним по Еврозоне

Фина́нсовый кри́зис в Респу́блике Кипр — долговой, финансовый, бюджетный и экономический кризис Республики Кипр, который в марте 2013 года привёл к параличу банковской системы страны и вверг ee экономику в преддефолтное состояние.
В ночь 25 марта 2013 года Еврогруппа[уточнить] сняла угрозу нерегулируемого дефолта республики Кипр.

## Причины
Причинами кризиса стали:
- Сильный крен экономики в сторону офшорного сектора[4] (упор на банковскую деятельность — сумма вкладов в банках страны составляет приблизительно 835 % ВВП (среднеевропейский уровень — 354 %), активы проблемного банковского сектора составляют 458 % ВВП)[5][неавторитетный источник].
- Неудачные вложения кипрских банков в греческие долговые обязательства[6] — с начала 2012 г. многие кипрские банки понесли убытки в связи с проведением крупных списаний по греческим облигациям (списание которых привело к потере банковским сектором Кипра 81 % от общего объёма инвестиций, что превышает 4 млрд евро или 24 % ВВП); также увеличения доли невозврата кредитов со стороны частных лиц[7].
- Разрыв финансового пузыря на спекулятивном рынке недвижимости внутри страны, в который киприотские банки инвестировали излишки капиталов[8].
- Постепенная утрата ценовой конкурентоспособности страны в результате массового притока капиталов. Ещё до вступления Кипра в Еврозону, дефицит счёта текущих операций достигал 15 % годового ВВП[8].
- Неспособность правительства возместить расходы государства[9][10].
- Общее ослабление экономик стран ЕС, Еврозоны, в особенности так называемых стран европейской периферии после мирового финансового кризиса 2008 года, от которого многие из них так и не смогли оправиться и с которыми Кипр продолжает быть связанным в рамках единой валюты, единых рынков труда и торговли (в первую очередь это касается Греции, экономика которой сокращается с 2008 года)[11].
- Снижение рейтингов по долговым обязательствам страны[12].

## Развитие событий

### Предпосылки
Кипр вступил в еврозону в 2008 году. В связи с ухудшением макроэкономических показателей в мире, началось постепенное ухудшение экономических показателей в экономике греческой части острова, которое совпало с ухудшением экономических показателей в других странах периферии зоны евро. При этом банковские проценты по вкладам на Кипре (+4,45 %) в несколько раз превышают процентные ставки в той же валюте в Германии (+1,5 %); около 55 % вкладов в системе содержат сумму превышающую 100000 евро, около трети всех иностранных вкладов — российские. Эти высокие проценты выплачивались большей частью за счёт новых вкладчиков, то есть имела место финансовая пирамида. Эти и другие проблемы приблизили экономику республики к краху, и страна стала перед необходимостью получения финансовой помощи от международных кредиторов.

### Переговоры 2012 года

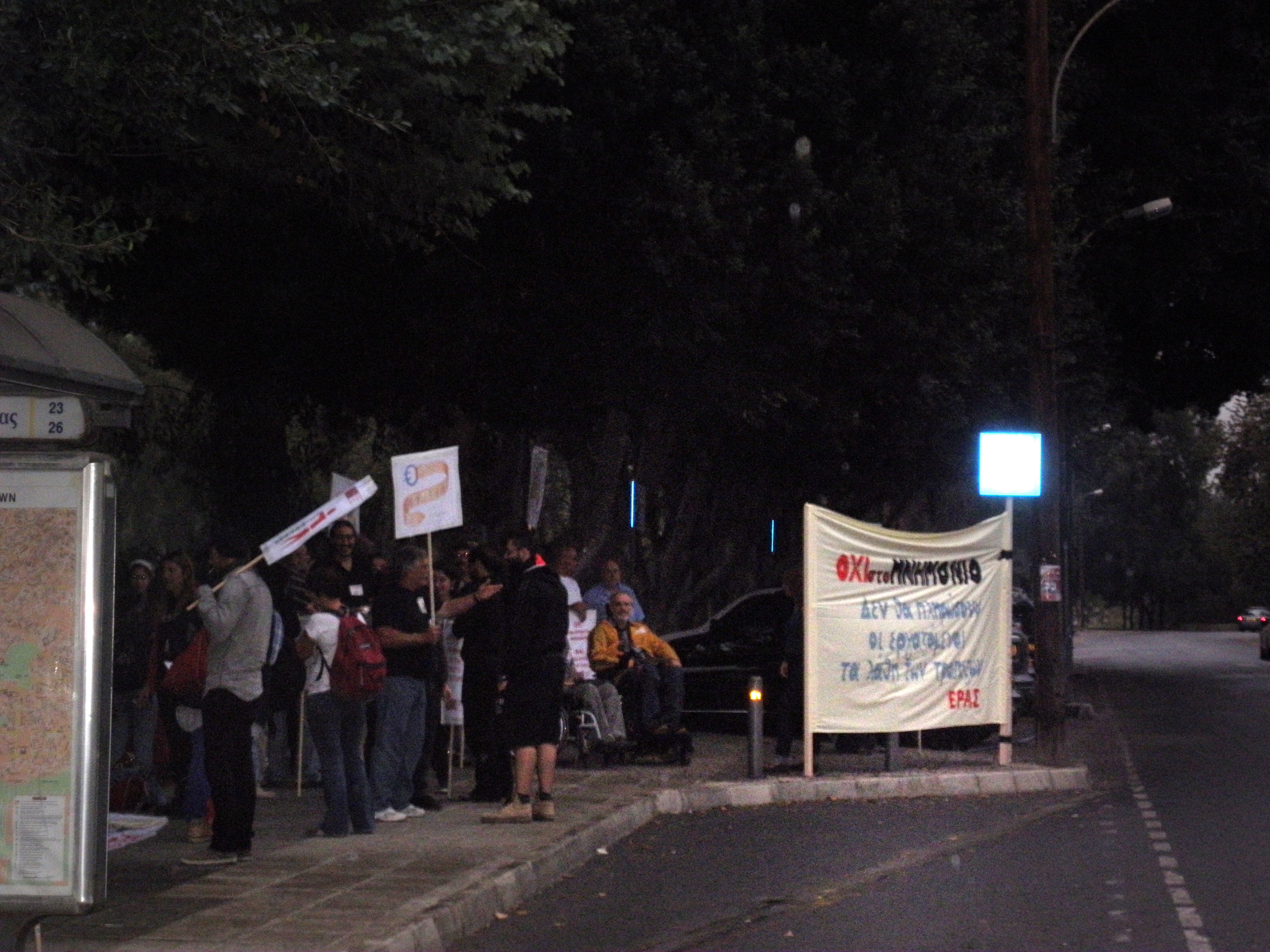
Акция протеста в Никосии 8 ноября 2012 года

С середины 2012 года киприотские власти начали просить «Евротройку» предоставить финансовую помощь в размере 17 млрд евро (Financial Times пишет о 16,7 млрд евро), однако Тройка готова предоставить Кипру лишь 10 млрд, а оставшуюся сумму правительству Кипра было предложено изыскать внутри страны путём повышения налогов и сборов. Споры о том как собрать эти средства для национального антикризисного плана привели к кризису, который выражался в первую очередь в заморозке банковских счетов внутри страны. В ответ, по рекомендации правительства Германии, первый план помощи предполагал предоставление займа в размере 10 млрд евро от тройки кредиторов, на условиях, что дополнительные 5,8 млрд кипрское правительство найдет самостоятельно. Первым из предложенных вариантов было извлечение данной суммы из банковской системы страны путём введения единовременного налога на индивидуальные вклады (9,9 % для вкладов в размере свыше 100 тыс. евро и 6,75 % на вклады меньше этой суммы). По сути это предполагает отменить задним числом те необоснованные проценты по вкладам, которые кипрские банки выплачивали своим вкладчикам за последние годы. По оценкам экспертов, согласно этому плану, российские компании и физлица, хранящие деньги на Кипре, могут потерять порядка 2 млрд евро. При этом два крупнейших банка страны неожиданно для вкладчиков поддержали «стрижку» вкладов.
С другой стороны, 6 ноября 2012 года Der Spiegel распространил секретный доклад Федеральной разведслужбы Германии, в котором указывается, что финансовая помощь Евросоюза, будет полезна «русским олигархам», хранящим на счетах в кипрских банках 26 млрд долларов США. Справедливость последних утверждений о том, что Кипр является финансовым раем для российских и других восточноевропейских олигархов, подверглась сомнению со стороны некоторых аналитиков, так как экономика страны слишком мала и слишком низкопродуктивна для привлечения по-настоящему «больших» денег; Кипр привлекал в основном капиталы фирм среднего формата, а также вклады представителей растущего среднего класса из стран Восточной Европы. Более того, постепенный уход крупного капитала с Кипра в более «центральные» регионы Европы начался сразу после начала мирового кризиса 2008 года, который совпал с вступлением экономически слабеющей страны в Еврозону. Переговоры между Кипром и представителями Евротройки проходят в крайне напряжённой атмосфере фактического шантажа. Так ЕЦБ заявил, что если к 25 марта на Кипре не появится одобренный план реструктуризации банков, то он не будет предоставлять наличных займов.

### Обострение кризиса
14-15 марта 2013 года состоялся двухдневный саммит ЕС, на котором было представлено положительное экономическое исследование. Политики не стали рассматривать вопрос о предоставлении Кипру финансовой помощи.
В субботу 16 марта 2013 года на очередном совещании Еврогруппы было принято решение ввести единовременный налог на все банковские вклады в стране в качестве обязательного условия на получение помощи. К этому времени доля капиталов, содержащихся в банковском секторе Республики Кипр, достигла 835 % от размера кипрского ВВП. Почти треть всех вкладов в кипрских банках принадлежала иностранцам, в первую очередь, гражданам Российской Федерации.
В тот же день все банки страны приостановили свою деятельность, электронные переводы также не производились, а из банкоматов была извлечена вся наличность. Вопреки международным конвенциям, кипрское правительство также заморозило счета международных дипломатов и иностранных госструктур, что вызвало негативную реакцию МИД России и Польши. Для поддержания уровня жизни своих военных и сотрудников дипломатического корпуса, Великобритания выслала на Кипр самолёт с наличностью на борту. Запрет на операции с клиентами не коснулся только филиалов кипрских банков за пределами Кипра.
Несмотря на предложение германского правительства Меркель, призывавшее правительство Кипра к фактической экспроприации части банковских вкладов, парламент Кипра отклонил данное предложение (36 депутатов проголосовали против, 19 воздержались). В качестве альтернативы, кипрское правительство склоняется к так называему плану Б, согласно которому вклады ниже определённой суммы (по одним данным 20 000 евро, по другим 100 000) не будут облагаться налогом.
После отклонения плана А, в республике все отчетливее начали проявляться признаки кризиса, в том числе и на бытовом уровне. К четвергу (21 марта) на рынке страны начала ощущаться острая нехватка наличности, вследствие чего постепенно начали закрываться АЗС, которым стало нечем расплачиваться за бензин. Открытие банков было запланировано на вторник 26 марта. На период до этой же даты остаётся закрытой и Кипрская фондовая биржа. По данным ИТАР-ТАСС на 22 марта 2013 года, продовольственный запас в супермаркетах Кипра иссякнет через 2-3 дня, о чём заявил председатель Ассоциации супермаркетов страны Андреас Хаджиадаму.
Второй раунд переговоров кипрской делегации с правительством РФ о реструктуризации старых займов и о получении новых завершились неудачей в Москве 21 марта 2013 года.
Тем временем на Кипре начались акции уличных протестов населения и массовые демонстрации, направленные против действий Евротройки и главы Правительства Германии.
22 марта председатель Еврокомиссии Баррозу на пресс-конференции в Москве выразил свою уверенность в том, что положительное решение для Кипра будет найдено.
23 марта в ходе появился новый план экспроприации: 20 % будет снято со счетов, имеющих свыше 100 000 евро. Кроме того, 4 % будет снято со всех незастрахованных счетов в 26 банках Кипра, включая филиалы иностранных банков на территории Кипра.
24 марта 2013 года президент Кипра Никос Анастасиадис озвучил итоговый антикризисный план после переговоров с евротройкой. Согласно ему, депозиты в размере менее 100 тысяч евро не будут облагаться налогом. Также потери крупных вкладчиков будут различаться в зависимости от того, в каком именно банке были размещены их депозиты. Кроме того, крупнейший банк страны — Bank of Cyprus («Банк Кипра») будет реструктурирован, а второй по величине банк страны — Cyprus Popular Bank («Кипрский народный банк», действующий под торговой маркой Laiki Bank) — ликвидирован. Потери его вкладчиков, равно как и размеры увольнений пока не определены. Контроль над движением капитала сохранится. Хотя начальный суммарный объём национального антикризисного плана составил 5,8 млрд евро, ожидается что с учетом поступлений от повышения налога на прибыль корпораций с 10 % до 12,5 %, а также от введения налога на доходы от процентов по банковским вкладам, он сможет достичь требуемого в итоге значения в 7 млрд. евро. Впрочем, Парламент страны должен утвердить этот план для вступления его в силу. Эксперты рассматривают ограничения на движения капитала как фактический выход из еврозоны, а банковские каникулы и невозможность снятия вкладов как фактический дефолт.
26 марта 2013 года министр финансов Кипра Михалис Саррис сделал заявление, согласно которому потери незастрахованных вкладов могут достигнуть 40 %, при этом в расформированном Кипрском народном банке они могут составить 80 %.
27 марта спецрейсом из Франкфурта-на-Майне в Ларнаку, Кипр было привезено 5 миллиардов свеженапечатнных евробанкнот для удовлетворения спроса страны на наличность.
28 марта 2013 года глава второго по величине кипрского банка Laiki Такис Фидиас подал в отставку, следуя примеру его коллеги из банка Кипра, который подал в отставку за два дня до этого.
2 апреля 2013 года министр финансов Кипра Михалис Саррис ушёл в отставку.
Кипр получил 10 млрд евро от Евросоюза и Международного валютного фонда в обмен на ликвидацию второго по величине банка страны, списание задолженности банков кредиторами в частном секторе и изъятие вкладов на сумму свыше 100 тыс. евро.

## Международная реакция
Газета Christian Science Monitor пишет, что «Кипр является налоговым прибежищем и местом отмывания денег российских олигархов. Из 68 млрд евро, которые лежат на счетах в кипрских банках, примерно 20 млрд принадлежит российским вкладчикам». Опасения такого рода обычные для Европы.
Россия
Планы по частичной экспроприации резко раскритиковали высокопоставленные лица Российской Федерации, а также представители деловых кругов страны.
Россияне — владельцы вкладов Bank of Cyprus получат пакет акций банка.
Верховный суд Кипра отклонил апелляции владельцев вкладов в Банке Кипра и «Кипрском народном банке» в отношении мартовского решения Еврогруппы о «стрижке» незастрахованных депозитов и консолидации этих банков. Согласно вердикту, протесты пострадавших относятся к гражданскому праву и не подпадают под юрисдикцию Верховного суда.
30 июля 2013 года было объявлено, что завершен процесс рекапитализации Bank of Cyprus. Часть депозитов будет разблокирована, а управление перейдет к переходному совету директоров, который теперь больше чем на треть состоит из российских граждан.
Снятие ограничения на движение средств по счетам в банках Кипра отсрочено как минимум до весны.
Германия
Руководитель германского правительства порекомендовал Кипру воздержаться от переговоров со странами вне ЕС.
Великобритания
Великобритания, как и РФ, выступила с критикой экспроприации, хотя и в менее жёсткой форме.

## Возобновление работы банковской системы
26 марта 2013 Представитель Центрального банка Кипра заявил что после почти двухнедельной заморозки (16-27 марта) банки Кипра возобновят работу в четверг 28 марта в 09:00 (11:00 по Московскому). При этом обслуживание клиентов в этот день осуществлялось с 12:00 до 18:00 часов (14:00-20:00 по МВ). Продолжают сохраняться ограничения на вывоз капитала из страны. Так, в течение недели после открытия банков максимальная сумма денежных переводов заграницу не должна превышать 5 тыс. евро в месяц на человека и на банк. Нерезиденты смогут вывезти не более 3 000 евро. В субботу 30 марта греческие СМИ опубликовали текст указа Центрального банка Кипра о реорганизации банковских счетов двух крупнейших банков страны с формулами реструктуризации их счетов.

## Последствия
Ожидается, что данный кризис будет иметь некоторые последствия как для экономики самой страны, так и мира в целом. Впрочем, мнения различных сторон разнятся в оценке степени тяжести и серьёзности этих последствий.
- Во-первых, в предкризисные месяцы из страны уже ушла некоторая часть капитала, а после открытия банков вновь ожидается массовый отток оффшорного капитала, равно как прекращения их поступления в будущем (деоффшоризация экономики)[45]. Последнее объясняется тем, что налоговые ставки в странах исхода капиталов, от которых пытались укрыться обладатели кипрских счетов, в конечном счёте оказались меньше ставок экспроприации на Кипре, к которым следует добавить значительные риски неопределённости.

- Реструктуризация банков приведёт к фактической ликвидации банковского сектора как одной из двух основ (наряду с туризмом) экономики современной республики Кипр, росту безработицы за счёт уволенных банковских сотрудников, массовой эмиграции трудоспособного населения и оценочному сокращению ВВП на 10 %[46] и даже 13 %[47] в 2013 году.

- 25 марта 2013 в мировых СМИ появилась информация о том, что отток капитала из банковской системы Кипра не прекращался даже во время закрытия банков. Так, утром 26 марта в отставку подал внешний управляющий Банка Кипра Андреас Артемис. Он подозревается в организации серых схем по выводу денег с острова через филиалы основных банков Кипра, которые не были закрыты в Лондоне и на которых не распространилось ограничение на снятие средств. Другой возможный канал вывода денег пролегал через российский «Юниаструм Банк», 80 % акций которого принадлежат Банку Кипра и в отношении которого также не вводилось никаких ограничений на снятие наличных[3]. Впрочем, председатель совета директоров «Юниаструм банка» Георгий Писков назвал такую схему «технически невозможной» поскольку после кризиса на Кипре российский Центробанк наблюдает за ходом его операций особенно пристально[33].

- Выход Кипра из еврозоны[48] часто называется одним из самых главных последствий кризиса независимо от того, удастся ли правительству страны получить необходимый стабфонд или нет[49]. При этом официальное правительство страны продолжает отвергать такой вариант развития событий[1]. Дело в том, что разрешение финансового аспекта кризиса (получение необходимого стабфонда) лишь оттягивает разрешение экономическиx проблем страны (разница в конкурентоспособности и производительности труда), но не решает их.

- Попытка киприотского правительства ввести налог на депозиты создала опасный прецедент, который, учитывая постепенное ухудшение экономико-финансовых показателей в странах европейской периферии, может привести к распространению подобного сценария развития событий на другие страны Южной Европы[20]. Вместе с тем, ряд европейских организаций придерживается мнения о том что Кипр, в силу его географической изоляции, а также непомерно раздутого банковского сектора, является особым случаем, а значит даже в случае нерегулируемого дефолта, его последствия для других стран еврозоны будут минимальными. В конце первой недели своей острой фазы кризис на Кипре привёл к значительному падению (-7 %) цены долговых облигаций Греции[50]. 30 марта на фоне кипрского кризиса требуемая доходность по гособлигациям Словении повысилась до критической отметки в 7 %, в Португалии вплотную приблизилась к ней — 6,5 %. Несмотря на то, что основными причинами этого скачка стали местные факторы, опосредованное влияние кипрского кризиса на другие страны еврозоны не исключается[51][52]. Параллельно, под влиянием кипрского кризиса, цены долговых облигаций в «безопасных» странах европейского «центра» продолжали опускаться до рекордно низких величин (до 0,5 % в Австрии и до 1,0 % в Германии)[53].

- Кроме этого, кризис на Кипре может негативно сказаться на потоке прямых иностранных инвестиций в экономику РФ. До кризиса капиталы из Кипра составляли 23-25 % потока прямых иностранных инвестиций в Россию. Фактически это были реинвестиции российских граждан, имеющих счета на Кипре, а не деньги самих киприотов. После «зависания» российских денег на Кипре, поток реинвестиций прекратится пока не возникнут новые реинвестиционные структуры[14].

- Кризис на Кипре уже привел к тому, что 28 марта 2013 года курс евро опустился до 5-месячного минимума по отношению к рублю[54]

- Из-за преддефолтного состояния многих стран Еврозоны, доля евро в корзине мировых валютных резервов снизилась с 31 % (в 2009 году) до 24 %, вернувшись к уровню 2002 года. Ожидается что продажа евроденоминированных резервов продолжится под влиянием кипрского кризиса[55].

- Для выхода из финансового кризиса правительство Кипра планирует вести разработку недавно обнаруженных газовых месторождений на шельфе острова, доли в которых предлагались российским компаниям в ходе переговоров в Москве. Однако, ТРСК и Турция планируют оспорить любые единоличные инициативы греко-киприотской стороны в этом направлении[56].

## Особенности кризиса
После блокировки индивидуальных счетов, Кипр фактически вышел из Еврозоны. С экономической точки зрения, из-за ограничений на движение капитала евро, имеющий хождение на Кипре, уже не является идентичным общеевропейской валюте тех стран, где денежная мобильность сохранилась. Этот фактор будет способствовать снижению инвестиционной привлекательности Кипра в будущем.